# Seiichiro Maki
Seiichiro Maki, född 7 augusti 1980 i Kumamoto prefektur, är en japansk före detta fotbollsspelare.
I januari 2019 meddelade Maki att han avslutade sin fotbollskarriär.